# Hosszú motorozás felfelé
A Hosszú motorozás felfelé (eredeti cím: Long Way Up) Ewan McGregor és Charley Boorman 2019-es motoros útját bemutató 2020-as televíziós sorozat az argentínai Ushuaiából Dél- és Közép-Amerikán keresztül az USA-beli Los Angelesig. A sorozat a páros harmadik útját mutatja be a 2004-es Hosszú motorozás (Londontól New Yorkig) és a 2007-es Hosszú motorozás lefelé (John o’ Groatstól Fokvárosig) után.
Az első három epizód 2020. szeptember 18-án jelent meg világszerte (Magyarországot beleértve) az Apple TV+-on – többek között magyar felirattal. A további részek heti rendszerességgel kerültek föl a szolgáltató kínálatába.

## Epizódok
| #   | Cím                                                                                | Premier                                   |
| --- | ---------------------------------------------------------------------------------- | ----------------------------------------- |
| 1.  | Előkészületek (Preparation)                                                        | 2020. szeptember 18. 2020. szeptember 18. |
| 2.  | Ushuaia (Ushuaia)                                                                  | 2020. szeptember 18. 2020. szeptember 18. |
| 3.  | Patagónia déli vidéke (Southern Patagonia)                                         | 2020. szeptember 18. 2020. szeptember 18. |
| 4.  | Az Andok (The Andes)                                                               | 2020. szeptember 25. 2020. szeptember 25. |
| 5.  | Az Atacama-sivatag és Bolívia (Atacama Desert Into Bolivia)                        | 2020. október 2. 2020. október 2.         |
| 6.  | Bolívia (Bolivia)                                                                  | 2020. október 9. 2020. október 9.         |
| 7.  | Peru (Peru)                                                                        | 2020. október 16. 2020. október 16.       |
| 8.  | Ecuador (Ecuador)                                                                  | 2020. október 23. 2020. október 23.       |
| 9.  | Kolumbia, Panama és Costa Rica (Colombia, Panama & Costa Rica)                     | 2020. október 30. 2020. október 30.       |
| 10. | Nicaragua, Honduras, Guatemala és Mexikó (Nicaragua, Honduras, Guatemala & Mexico) | 2020. november 6. 2020. november 6.       |
| 11. | Oaxacától Los Angelesig (Oaxaca to L.A.)                                           | 2020. november 13. 2020. november 13.     |

## Fordítás
Ez a szócikk részben vagy egészben  a   Long Way Up című angol Wikipédia-szócikk ezen változatának fordításán alapul.  Az eredeti cikk szerkesztőit annak laptörténete sorolja fel. Ez a jelzés csupán a megfogalmazás eredetét és a szerzői jogokat jelzi, nem szolgál a cikkben szereplő információk forrásmegjelöléseként.